# Schiphol vasútállomás
Schiphol vasútállomás Hollandiában, Haarlemmermeer városában. Az állomás a közelben található Amszterdam-Schiphol repülőtér vasútállomása.

## Vasútvonalak
Az állomást az alábbi vasútvonalak érintik:
- Weesp–Leiden-vasútvonal
- Amsterdam Centraal–Schiphol-vasútvonal
- Brüsszel–Amszterdam-vasútvonal

## Kapcsolódó állomások
A vasútállomáshoz az alábbi állomások vannak a legközelebb:
- Amsterdam Lelylaan vasútállomás (Amsterdam Centraal, Amsterdam Centraal–Schiphol-vasútvonal)
- Amsterdam Zuid (Weesp vasútállomás, Weesp–Leiden-vasútvonal)
- Hoofddorp vasútállomás (Leiden Centraal vasútállomás, Weesp–Leiden-vasútvonal)
- Rotterdam Centraal (Antwerpen-Centraal, Brüsszel–Amszterdam-vasútvonal)
- Amsterdam Centraal (Eurostar)